# 羽鳥翔太
羽鳥 翔太（はとり しょうた、1985年5月24日 - ）は、日本の俳優。

## 略歴
- 関西大学文学部総合人文学科卒業、ワタナベエンターテイメントカレッジ卒業[1]。

## 人物
- 3サイズ：C96・W77・H95
- レッスン歴：社交ダンス（2006年から）、ジャズダンス（2010年から）、殺陣（2009年から）。
- 特技は社交ダンス（全日本学生競技ダンス大会5位）、野球、バレーボール。

## 出演

### テレビドラマ
- 交渉人2（2009年、若者A）
- 新撰組peacemaker（2010年、新撰組隊士）
- 愛・命 〜新宿歌舞伎町駆け込み寺〜（2011年）
- 百年の計、我にあり（2016年）

### Webドラマ
- デスゲームパーク（2010年、ニュースキャスター）

### 映画
- 紅破れ（2014年）
- HiGH&LOW THE RED RAIN（2016年）

### 舞台
- 改訂版!!そして竜馬は殺された（2010年、杉山松助）
- 見えない人たち（2011年）
- Liebe 〜シューマンの愛したひと〜（2024年） - ワーグナー 役[2]
- 泣くロミオと怒るジュリエット2025（2025年）[3]

### CM
- すき家 牛丼祭り（2009年）